# SV Viktoria Herxheim
SV Viktoria Herxheim (offiziell: Sportverein Viktoria Herxheim 1913 e. V.) ist ein Sportverein aus Herxheim im Landkreis Südliche Weinstraße. Die erste Fußballmannschaft spielte sechs Jahre in der damals drittklassigen Oberliga Südwest und nahm einmal am DFB-Pokal teil.

## Geschichte
Der Verein wurde am 13. Februar 1913 als FV Viktoria Herxheim im damaligen Vereinslokal Zum Rheinischen Hof gegründet. Zum ersten Vorsitzenden wurde Otto Koog gewählt. 1922 fusionierte die Viktoria mit der zwei Jahre zuvor gegründeten Spielvereinigung Herxheim zum SV Viktoria Herxheim. Nach dreimaliger Meisterschaft zwischen 1920 und 1923 gelang dem jungen Verein eine Etablierung in der Kreisliga. Diente noch in den Gründungsjahren der örtliche Schulhof als Sportstätte, wurde schon bald ein Fußballplatz am Krönungsbusch geschaffen. An diesem Ort stehen heute sowohl das moderne Stadion wie auch das Clubhaus des Vereins.

Sportlich gehörte die Viktoria 1952 zu den Gründungsmitgliedern der 2. Amateurliga Vorderpfalz. Dort wurde die Mannschaft 1964 und 1972 jeweils Vizemeister, ehe die Viktoria 1975 Meister der nunmehr Bezirksliga Vorderpfalz genannten Spielklasse wurde. Nach einem fünften Platz in der Saison 1976/77 verpassten die Herxheimer ein Jahr später die Qualifikation für die neu geschaffene Oberliga Südwest. Diese wurde 1979 als Meister der Verbandsliga Südwest nachgeholt. Zwei Jahre hielt sich die Viktoria in der Oberliga, ehe 1981 als Tabellenletzter der Abstieg folgte. 111 Gegentore ließ die Mannschaft dabei zu.
Im Jahre 1987 stiegen die Herxheimer in die Oberliga Südwest auf, dank der besseren Tordifferenz gegenüber Phönix Bellheim. Wie schon beim ersten Aufstieg folgte nach zwei Jahren der Abstieg in die Verbandsliga. Der dritte Aufstieg in die Oberliga gelang im Jahre 1991. Gleichzeitig gewann die Viktoria den Südwestpokal und qualifizierte sich für den DFB-Pokal. Dort traf die Mannschaft in der ersten Runde auf den FC St. Pauli und unterlag erst nach Verlängerung mit 2:4. In der Oberliga-Saison 1991/92 erreichte die Viktoria Rang 13, ehe ein Jahr später der erneute Abstieg folgte. Dabei wies die Viktoria am Saisonende die schlechtere Tordifferenz gegenüber dem VfL Hamm/Sieg und den Amateuren des FC 08 Homburg auf. Zurück in der Verbandsliga gehörte die Mannschaft zunächst zu den Spitzenmannschaften, ehe sie ins Mittelmaß zurückfiel. Seit dem Abstieg im Jahre 2007 trat die Viktoria in der siebtklassigen Landesliga Südwest-Ost an. 2023 gelang die Rückkehr in die Verbandsliga. 2024 stieg man als Vizemeister der Verbandsliga über eine Aufstiegsrunde mit den Zweiten der Saarlandliga und der Rheinlandliga nach über 30 Jahren wieder in die Oberliga auf. Dabei benötigte man im letzten Aufstiegsspiel einen Sieg mit vier Toren Differenz gegen die SG 2000 Mülheim-Kärlich. Nachdem es nach 90 Minuten noch 1:1 gestanden hatte, gelangen den Herxheimern in der Nachspielzeit noch vier Treffer, so dass sie mit einem 5:1-Sieg die Aufstiegsrunde erfolgreich beendeten. Ein Jahr später stiegen die Herxheimer jedoch als Tabellenvorletzter der Oberliga wieder in die Verbandsliga ab.

## Persönlichkeiten
| - Rudolf Bast - Helmut Behr - Jens Bodemer - Werner Heck - Michael Schultz - Gerhard Settelmeyer |